# Tactical Air Navigation

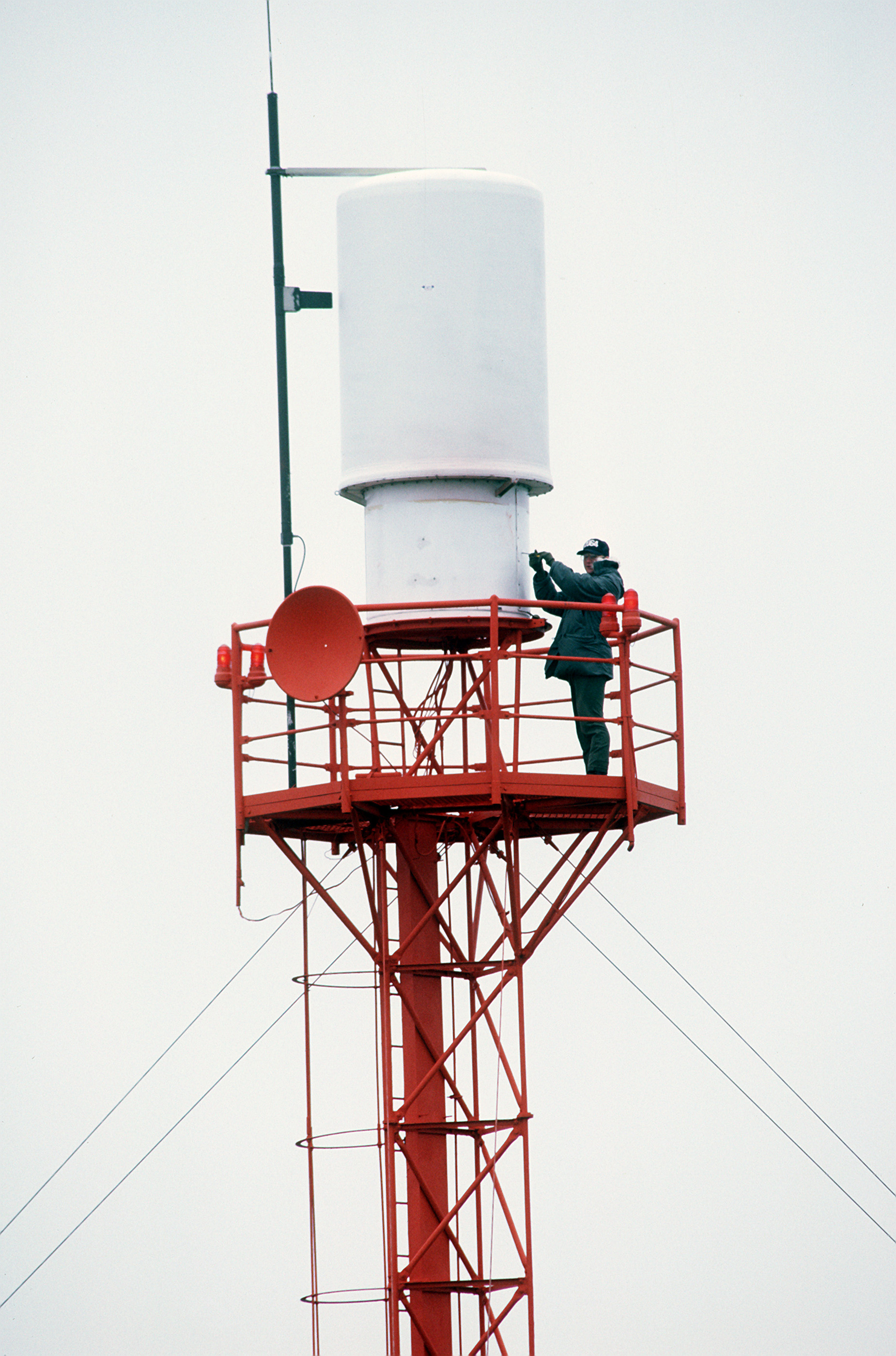
Un sistema TACAN a Shemya, in Alaska

Con il nome di Tactical Air Navigation o semplicemente TACAN è indicato un sistema di navigazione aerea a breve raggio utilizzato dai militari statunitensi e da alcune nazioni della NATO. È sostanzialmente una versione più accurata del sistema VHF Omnidirectional Range/Distance Measuring Equipment (VOR/DME) che fornisce informazioni su angolo e distanza, da una stazione a terra, per l'aviazione civile. Nelle stazioni VORTAC, la porzione del DME del sistema TACAN è disponibile per l'uso civile, unitamente a un VOR.

## Generalità
Diverso rispetto al VOR è il modo di differenziare il segnale per radiali. Il TACAN è in grado di fornire con precisione e continuità indicazioni di rilevamento e distanza, che vengono visualizzate in una piccola porzione del pannello degli strumenti del velivolo. Il TACAN opera su canali di frequenza tra i 960 e 1215 MHz: più precisamente, per trasmissioni stazione-aeroplano si usano le frequenze nell'intervallo 962–1024 MHz e 1151–1213 MHz, mentre per trasmissioni aeroplano-stazione le frequenze nel range 1025–1150 MHz. Il punto è fornito in coordinate polari ed è in grado di essere ricevuto contemporaneamente da 100 aeroplani fino ad una distanza massima di 195 miglia nautiche (circa 360 km). Una stazione TACAN consiste in un apparato ricetrasmittente dotato di un'antenna a filo interna, polarizzata verticalmente attiva per la trasmissione, un'antenna a filo parassita che ruota intorno alla prima, che implementa il sistema di ricezione detto "a cardioide" dal quale si può ottenere il rilevamento grossolano, e altre nove antenne, sempre parassite, che ruotano anch'esse coassialmente alla prima, trasformando lo schema di ricezione in una "cardioide lobata", che permette il rilevamento di precisione. Lo Space Shuttle era uno dei velivoli spaziali equipaggiati con l'avionica TACAN, anche se successivamente è stato "aggiornato" con il GPS.

## Benefici

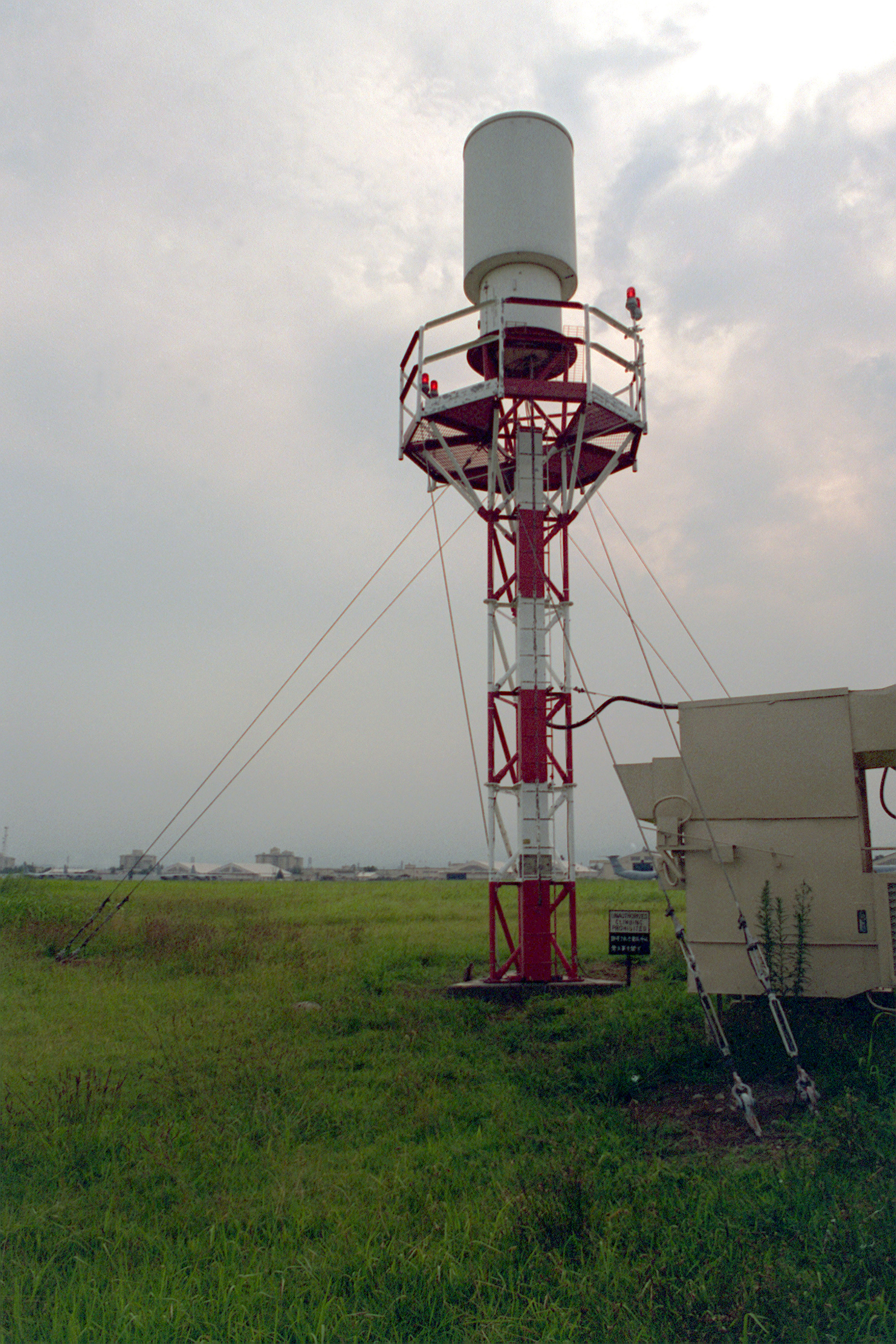
Un'antenna TACAN dell'aeronautica militare USA

Poiché le unità della distanza e dell'azimut sono riunite in un unico complesso ne consegue una installazione più semplice. Meno spazio è richiesto che un VOR perché un VOR richiede un grande counterpoise (contrappeso) e un TACAN un sistema meno complesso dell'antenna. Un sistema di TACAN può essere installato teoricamente (ma anche in pratica) su un edificio, su un grande camion, su un aeroplano, o su una nave ed è operativo in un breve periodo di tempo. Il TACAN, per esempio, è usato sulle aviocisterne di rifornimento di carburante.

## Svantaggi
Per l'uso militare uno degli svantaggi principali è l'impossibilità di controllare le emissioni in un'eventuale situazione che richieda non solo silenzio radio ma anche silenzio elettronico (EMCON). Anche la mancanza di segretezza della comunicazione è sicuramente un fattore negativo. Per esempio, una nave munita di TACAN potrebbe essere individuata ed attaccata da un nemico semplicemente utilizzando la direzione e la distanza forniti, in quanto non criptate. Alcuni TACAN utilizzano una modalità cosiddetta "Demand Only" in cui trasmettono i dati soltanto una volta ricevuta la richiesta su un certo canale. 
Nel corso dei prossimi anni è probabile che il TACAN sarà sostituito progressivamente da sistemi GNSS (Global Navigation Satellite Systems, i sistemi di Navigazione Satellitare). 
Alcuni sistemi usati negli Stati Uniti modulano il segnale trasmesso usando un'antenna rotante a 900 giri/min. Poiché questa antenna è ragionevolmente grande e deve ruotare ininterrottamente, può essere soggetta a problemi di affidabilità. Tali problemi vengono risolti utilizzando antenne elettroniche, che non hanno pezzi mobili.

## Accuratezza

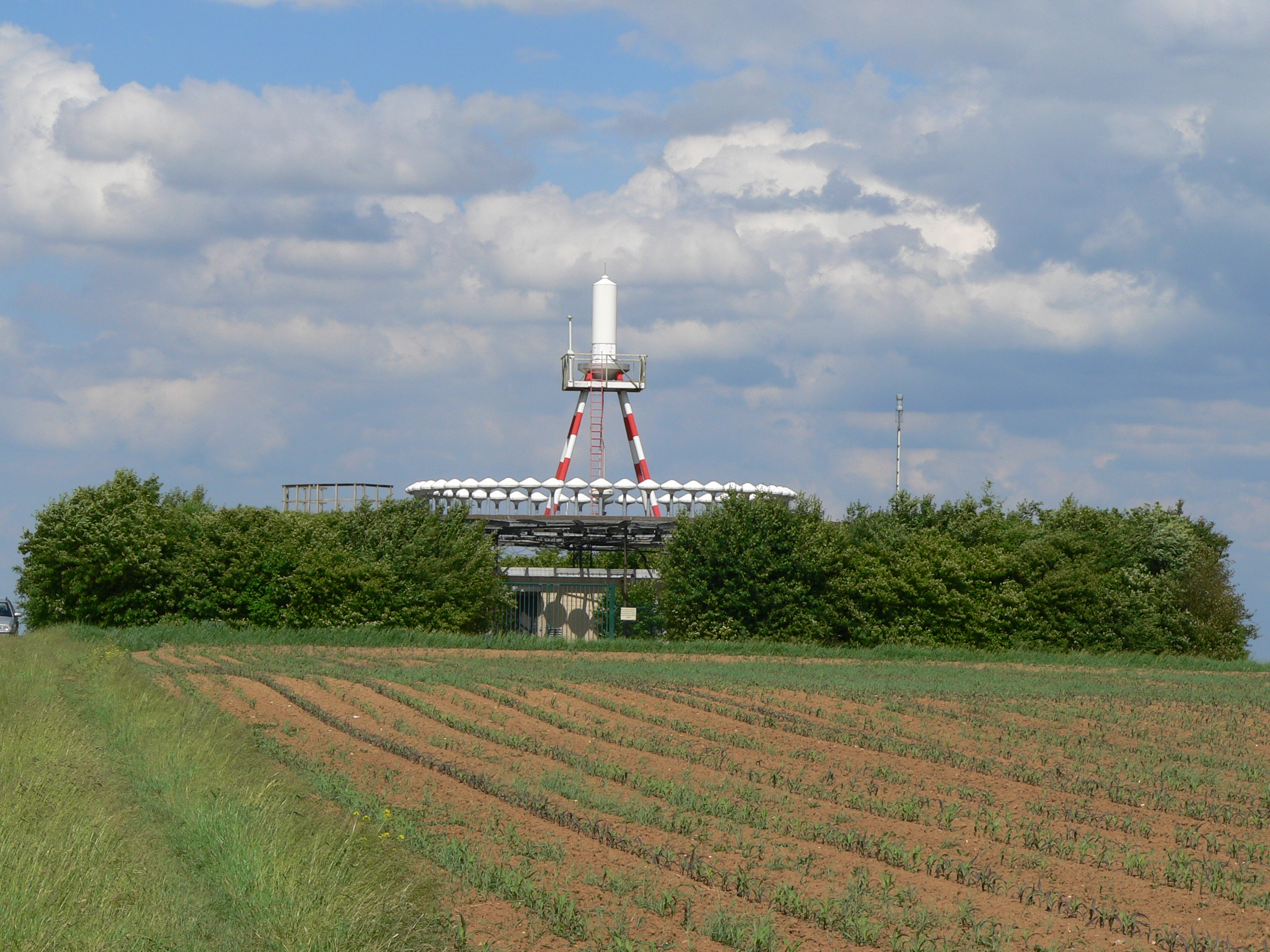
Il VORTAC "Tango" (Germania). L'antenna del TACAN è l'antenna più alta al centro della struttura

Un TACAN dovrebbe fornire teoricamente una precisione maggiore del VOR; l'uso operativo ha indicato un miglioramento di 1,5–2 volte. L'esattezza del componente di azimut di 135 hertz è ±1º o ±63 m a 3,47 chilometri. L'esattezza della parte del DME è di 185 m (miglio nautico per 0.1).